# Englert
Englert ist ein deutscher Familienname.

## Varianten
- Engler, Englerth

## Namensträger
- Alexander Paul Englert (* 1960), deutscher Fotograf
- Alfred Englert (1930–2016), deutscher Fotograf
- Alice Englert (* 1994), neuseeländische Schauspielerin
- Barbara Englert (* 1960), deutsche Regisseurin und Schauspielerin
- Barbara Schmitt-Englert (* 1959), deutsche Sinologin und Autorin
- Berthold-Georg Englert (* 1953), deutscher mathematischer Physiker und Hochschullehrer in Singapur
- Carl Englert (1884–1971), deutscher Komponist
- Christoph Englert (* 1980), deutscher Sportpsychologe
- Danielle Englert (* 1986), Schweizer Kunstturnerin
- Fabian Englert (* 1990), deutscher Schachspieler
- Florian Englert (* 1978), deutscher Rechtswissenschaftler
- François Englert (* 1932), belgischer theoretischer Physiker
- Fred Englert (* 1943), deutscher Fußballspieler
- Gerhard Englert (* 1938), deutscher Physiker, Agrartechniker und Selbsthilfe-Funktionär
- Giuseppe Giorgio Englert (1927–2007), Schweizer Komponist
- Hanskarl Englert (1913–1995), deutscher Tierarzt, Tierhygieniker und Hochschullehrer
- Helen Englert Blaum (1922–2017), US-amerikanische Swing-Sängerin
- Ignatz Englert (1757–1811), deutscher Steinbildhauer
- István Englert (* 1958), ungarischer Badmintonspieler
- Jan Englert (* 1943), polnischer Schauspieler und Theaterregisseur
- Kerstin Wittmann-Englert (* 1962), deutsche Kunsthistorikerin
- Klaus Englert (* 1949), deutscher Rechtswissenschaftler
- Klaus Englert (Journalist) (* 1955), deutscher Journalist
- Lothar Englert (1933–2015), deutscher Ingenieur und Politiker (SPD)
- Ludwig Englert (1903–1981), deutscher Mediziner und Medizinhistoriker
- Marianne Englert (1926–2021), deutsche Archivarin
- Márta Englert (* 1964), ungarische Badmintonspielerin, siehe Márta Petrovits
- Michael Englert (1868–1956), deutscher Komponist
- Michał Englert (* 1975), polnischer Kameramann, Drehbuchautor und Filmregisseur
- Peter Englert (* 1990), deutscher Schauspieler
- Rudolf Englert (Politiker) (1890–1965), deutscher Politiker (CSU)
- Rudolf Englert (Maler) (1921–1989), deutscher Maler und Grafiker
- Rudolf Englert (Theologe) (* 1953), deutscher Theologe
- Sabine Englert (* 1981), deutsche Handballspielerin
- Sebastian Englert (Pädagoge) (1854–1933), deutscher Pädagoge und römisch-katholischer Geistlicher
- Sebastian Englert (1888–1969), deutscher Missionar und Forscher
- Siegfried Englert (* 1947), deutscher Sinologe
- Toni Englert (* 1988), deutscher Nordischer Kombinierer
- Walter Englert (1921–2011), deutscher Manager
- Winfried Philipp Englert (1860–1934), deutscher katholischer Priester, Hochschullehrer und Theologe
- Wolf Englert (1924–1997), deutscher Kunstmaler, Szenenbildner und Filmarchitekt
- Wolf Dieter Englert (* 1942), deutscher Entomologe